# 季弗蘭·寇克瑞恩
季弗蘭·寇克瑞恩（Zefram Cochrane）是《星艦奇航記》宇宙中的虛構角色，由金·羅登貝瑞所創。電視影集中由葛蘭·寇爾貝特（Glenn Corbett）飾演，而在電影中由詹姆斯·克倫威爾（James Cromwell）飾演。在《星际旅行》中，寇克瑞恩是第一位進行曲速航行的人類，他在2063年的飞行引起了瓦肯人的注意，这让人類與外星人发生了第一次接觸。
寇爾貝特所演的寇克瑞恩首度出現在《星际旅行：原初系列》的一集「變形」（Metamorphosis）中。克倫威爾飾演的寇克瑞恩则出現在電影《星艦奇航記VIII：戰鬥巡航》與《星艦前傳》首播劇集（Broken Bow）。《戰鬥巡航》中由克倫威爾所飾演的寇克瑞恩鏡頭畫面也用在《星艦前傳》關於鏡像宇宙的一集“In a Mirror, Darkly”里，接下來的畫面則由一穿着相同但未露面的演員接替演出。
湯姆·漢克斯原先安排要出演《戰鬥巡航》中寇克瑞恩一角，後來退出。一說原因是第八部電影的製作時程與另一部電影《挡不住的奇迹》（That Thing You Do!）相衝突；另外的說法來源則說他的退出是因為製作人拒絕將寇克瑞恩一角改寫成與畢凱艦長一樣的份量。

## 重要航行、失蹤與再度被尋獲
於2053年，季弗蘭·寇克瑞恩開始建造人類第一艘具有曲速能力的船隻——鳳凰號，建造地點為美國蒙大拿州波茲曼市（Bozeman）。根據在《戰鬥巡航》中的對話，他開始此一計畫的理由是希望能夠赚钱。
於2063年4月5日上午11:15，寇克瑞恩進行了地球第一次的曲速航行，在火箭升空的同時，寇克瑞恩播放着舞狼乐队（Steppenwolf）的歌曲Magic Carpet Ride。鳳凰號的曲速特徵被一艘瓦肯探測艦“T'Plana Hath”偵測到，從而改變航向前往地球，登陸在鳳凰號的發射基地，與包括寇克瑞恩在內的地球人進行和平的第一類接觸。在鏡像宇宙中，寇克瑞恩並未對瓦肯人的和平問候做出相同的回應，反而是與其他人掏出手槍殺了瓦肯人，並且奪船。

葛蘭·寇爾貝特飾演的季弗蘭·寇克瑞恩，出現在《星際爭霸戰》第二季的「變形」（Metamorphosis）

寇克瑞恩自2117年從半人馬座α星消失後，被認為身亡。在《星際爭霸戰》的「變形」（Metamorphosis）一集中，詹姆斯·柯克、史巴克以及李奧納德·麥考伊發現寇克瑞恩住在一顆小行星上，與一個他稱作「伴侶」（Companion）的生物一起生活。伴侶是一個純能量的永恆實體，讓年老體衰的寇克瑞恩恢復青春達一世紀以上的年華，並且也將他俘获在身旁，維持著他的青春與體力。此時與三位星際艦隊軍官同行的是一位生了病的聯邦行政官。愛着寇克瑞恩的「伴侶」與行政官合為一體，解除了行政官她的疾病，但同時也讓「伴侶」有了肉身。兩者合併形體之後，就不再有能力強迫寇克瑞恩留在她身邊，但寇克瑞恩因為愛與感激，選擇繼續留下。在離開前，三名星艦軍官承諾不會透露寇克瑞恩的行蹤，以防止外人騷擾他們。

## 小說《星際聯邦》
由朱迪丝与加菲尔德·里夫斯-史蒂文斯所撰寫的小說《星際聯邦》（Federation），出版日期早於電影《戰鬥巡航》上映日期兩年，其中季弗蘭·寇克瑞恩的故事以不一樣的面貌呈現：他的曲速實驗是由一個神秘、帶有理想主義的億萬富豪所贊助，進行期間介於優生學戰爭（Eugenics Wars）與第三次世界大戰之間。他對半人馬座α星的認同出自於這顆星是他第一次曲速航程的目的地，以及他隨後在此恆星系統的第一個殖民地的元勳角色。而《星際爭霸戰》「變形」一劇中，他在卡纳里斯γ星遇到科克之後的發展，在小說中的描繪則延續到他的逝世，時間點為《銀河飛龍》第三季的一事件。

## 外部連結
- Zefram Cochrane 在阿尔法记忆的相关页面（一個的Wiki網站）
- 星际联邦 (小说) 在阿尔法记忆的相关页面（一個的Wiki網站）